# Segundo Consistório Ordinário Público de 1907
Pio criou quatro cardeais em 1907, dois italianos e dois franceses. Pio falou longamente neste consistório sobre a perseguição da Igreja pelo governo francês .

## Cardeais Eleitores
| Nº                 | País               | Nome               | Idade              | Cargo                                                                    | Título ou Diaconia                                         |
| Cardeais eleitores | Cardeais eleitores | Cardeais eleitores | Cardeais eleitores | Cardeais eleitores                                                       | Cardeais eleitores                                         |
| ------------------ | ------------------ | ------------------ | ------------------ | ------------------------------------------------------------------------ | ---------------------------------------------------------- |
| 1                  | Itália             | Pietro Gasparri    | 55                 | presidente do Pontifícia Comissão para a Codificação do Direito Canônico | Cardeal-presbítero de São Bernardo nas Termas Dioclecianas |
| 2                  | França             | Louis Luçon        | 65                 | Arcebispo da Reims                                                       | Cardeal-presbítero de Santa Maria Nova                     |
| 3                  | França             | Pierre Andrieu     | 58                 | bispo da Marselha                                                        | Cardeal-presbítero de Santo Onofre                         |
| 4                  | Itália             | Gaetano de Lai     | 54                 | secretário da Congregação do conselho                                    | Cardeal-diácono de São Nicolau no Cárcere                  |

## Link Externo
- «Catholic Hierarchy» (em inglês)